# Conchos
Conchos (španělsky Río Conchos) je řeka na severu Mexika (Chihuahua). Je 910 km dlouhá. Povodí má rozlohu 77 000 km².

## Průběh toku
Pramení v horském hřbetu Sierra Madre Occidental. Protéká Mexickou vrchovinou, místy v kaňonech. Do Rio Grande ústí zprava na hranicích s USA.

## Vodní režim
V létě je vodní stav nízký, zatímco v zimě a na jaře vysoký. Průměrný roční průtok vody v ústí činí 70 m³/s.

## Využití
Na středním toku se nachází hráz Boquilla s vodní elektrárnou, za níž vzniklo velké jezero Toronto. Voda z řeky se využívá na zavlažování.